# Histoplasmosis
A histoplasmosis vagy hisztoplazmózis egy gombás betegség, melyet a Histoplasma capsulatum kórokozó gombafaj okoz. Tünetei változóak lehetnek, de a gomba általában a tüdőt támadja meg. Esetenként más szervek is megbetegedhetnek, ekkor disszeminált histoplasmosisnak nevezik, és megfelelő kezelés hiányában halálos lehet.

## Kórokozó
A H. capsulatum a világ minden táján megtalálható. A  H. capsulatum a talajban található és olyan anyagokban, amelyek denevér- vagy madárürülékkel szennyezettek. A gomba megtalálható a háziszárnyasok ürülékében, barlangokban, ahol denevérek laknak stb. A gomba termális dimorf:
a külvilágban barna micéliumot alkot, míg testhőmérsékleten (37 °C) élesztőgombává alakul. Az inoculumot főként   mikrokonídiumok alkotják, melyek a tüdő alveolusaiba belélegezve sarjadzógomba-sejtekké csíráznak.

## Kezelés
A histoplasmosis súlyos eseteit és a krónikus disszeminált betegséget minden esetben gombaellenes gyógyszerekkel kell kezelni.
A kezelés általában amphotericin B-vel és itrakonazollal történik.
Enyhébb betegség esetén itraconazole magában is elég lehet. A tünetmentes betegséget általában nem kezelik.